# Ilana Salama Ortar
Ilana Salama Ortar (née à Alexandrie, Égypte, en 1949) est une artiste visuelle interdisciplinaire qui vit à Tel Aviv, Francfort et Marseille. Son travail traite de l'immigration, du déracinement, de l'exil et de l'architecture d'urgence.

## Biographie
Ilana Salama Ortar est née à Alexandrie en Égypte en 1949. Sa famille, descendante de Juifs expulsés d'Espagne lors de l'Inquisition, parcourut l'Europe avant de s'installer à Hébron. Dans les années 1850, la mauvaise situation économique en Palestine les obligea à émigrer à Alexandrie. Forcés de quitter l'Égypte en 1952 avec un laissez-passer, Ilana Salama Ortar et ses parents partirent à Haïfa en Israël. Ils passèrent par le camp de transit du Grand Arénas près de Marseille. Elle a étudié l'histoire de l'art et la littérature française à l'Université Hébraïque de Jérusalem et obtenu son diplôme de maîtrise en 1986. En 2008, elle a reçu son doctorat à l'Université de Roehampton, Londres, Angleterre, avec une thèse sur le sujet: « Art de la Performance Civique et Architecture d'Urgence ». Entre 1975 et 1988, elle a été commissaire d'exposition à la galerie d'art de l'Université de Haïfa. Entre 1996 et 2011, elle a enseigné dans les institutions suivantes : École de Communication du Collège Académique Sapir (en) à Sderot, École du Cinéma de Tel Haï, Collège Académique de Tel Haï (en), et Institut de Technologie de Holon (en). Entre 2008 et 2011, elle a exercé la fonction de directeur pour les Arts Visuels dans le Département pour les Arts Visuels, Littérature et Musique du Collège Académique de Safed (he). Elle a été professeur invité à l'École des Beaux Arts de Lyon en 1999-2000, l'École des Beaux Arts de Montpellier en 2007, et l'École des Beaux Arts de Marseille en 2012-2013. Elle a été chercheur associé LAMES à l'Université d'Aix-Marseilles (AMU), la Maison des Sciences de l'Homme (MMSH) et IMéRA, Aix-Marseilles en 2015. Elle a donné de nombreuses conférences et animé des ateliers artistiques en France, aux États-Unis, en Angleterre, Israël et Palestine.
Ilana Salama Ortar a reçu le prix des Arts Visuels de la Loterie israélienne (2012/2014) et le prix du Ministère de l'Éducation (en) en Israël pour les Arts visuels (2006). Son travail a été soutenu par, entre autres, le Collège académique de Safed, Marseille Provence 2013, Ateliers Euro-Méditerranée, Centre international de création et de formation arts électroniques de l'École des Beaux Arts de Marseille, la Cité internationale des arts (Paris), et la Fondation Beaumarchais.

## Œuvre

### Traces Urbaines/Urban Traces (1985-présent)
Traces Urbaines est un ensemble de peintures, travaux sur papier et photographies (photogrammes) qui traite de l'effacement des mémoires dans l'espace urbain. Par son travail sur la matérialité de la toile (grattage, ré-écriture), Ilana Salama Ortar reflète les phases de construction et re-construction de la ville, le processus de sédimentation par lequel les identités successives de la ville s'inscrivent dans des éléments matériels et immatériels. Berlin Diary est sa dernière série en date. Traces Urbaines a été exposé en Israël (Université de Haïfa, Musée d'Art de Tel Aviv, Maison des Artistes à Jérusalem (en)), en France (Galerie Renos Xippas à Paris), aux États-Unis (Marge Goldwater Gallery et Drawing Center SoHo à New York) et aux Pays-Bas (Forum Gallery à Amsterdam).

### Art de Performance Civique/Civic Performance Art (1995-présent)
L'Art de Performance Civique comprend les projets réalisés in situ sur des périodes allant de plusieurs mois à plusieurs années. Il inclut recherche, installation, peinture, performance, vidéo expérimentale, film documentaire, et modèles architecturaux. Il analyse les effets sur les individus, communautés, villes et paysages de situations arbitraires et de domination. L'Art de Performance Civique expose l'État d'Urgence qui imprègne tous les aspects de l'expérience de populations déplacées, que ce déplacement soit physique (immigrés), social (quartiers-ghettos) ou politique (guerre, occupation). Il est inter-disciplinaire, référant tant à la philosophie, l'histoire, l'anthropologie et les sciences politiques qu'aux médias, théorie culturelle, trauma et mémoire. Il a trois principaux objectifs: rendre visibles des histoires qui ont été effacées et les activer comme site de performance, produire une documentation visuelle critique, et créer des espaces de dialogue inter-communautaire.
Les principaux projets sont:
- Villa Khury/La Tour des Prophètes, Haifa (1995-2001)Modèle de l'installation dans le centre commercial Prophets Tower, 1995

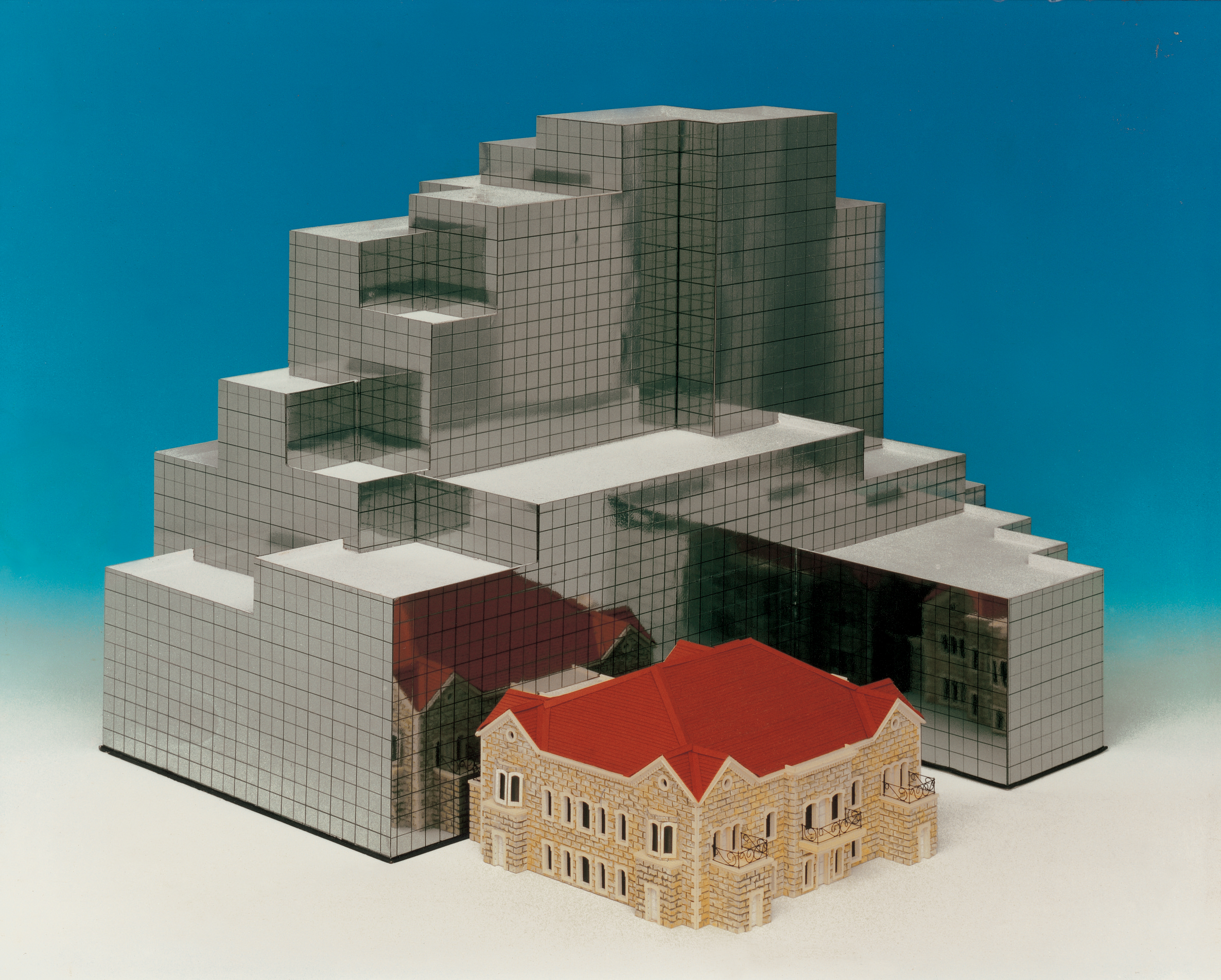
Modèle de l'installation dans le centre commercial Prophets Tower, 1995

Le projet traite de la Tour des Prophètes, un centre commercial moderne en verre et métal construit en 1979 sur l'emplacement de la Villa Khury à Wadi Nisnas (en), un site emblématique de la résistance arabe pendant la guerre de 1948. Il rend visibles les strates de mémoire de la ville et amène la population mixte de Haïfa à communiquer sur le sujet. Le projet est élaboré sur la base de témoignages recueillis au travers de questionnaires et d'interviews, et activé par le biais d'installations et de performances dans le centre-ville de Haïfa,.
- Le Camp des Juifs, Camp de transit Le Grand Arénas, Marseille (1998-2013)Baraque du Camp Le Grand Arénas au Musée de Herzliya, 2005

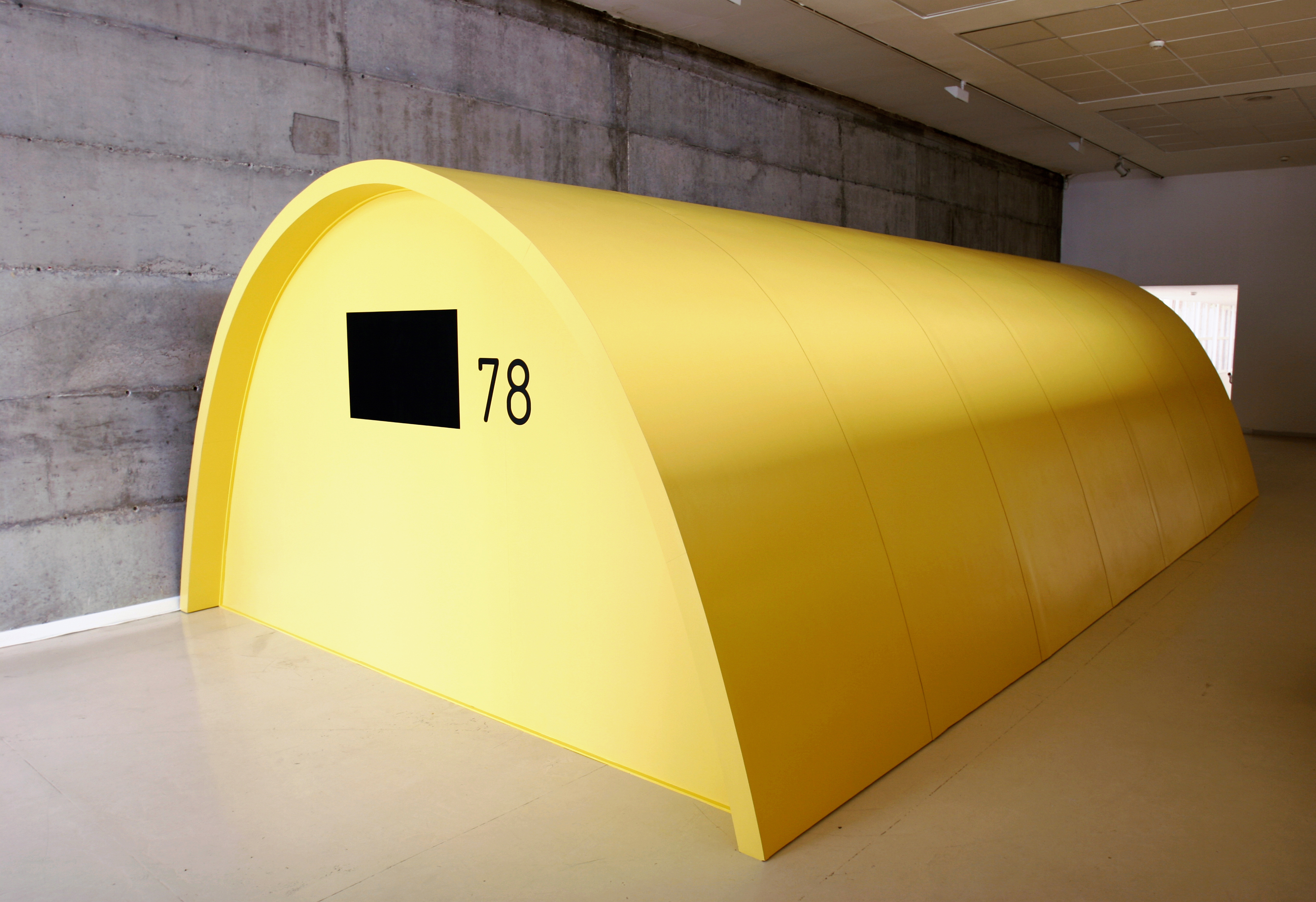
Baraque du Camp Le Grand Arénas au Musée de Herzliya, 2005

Au travers de fouilles conduites avec les habitants, de reconstruction de baraques, d'installations sonores, cartes, dessins et interviews, les différents projets constituant Le Camp des Juifs explorent l'histoire et l'architecture du camp de transit Le Grand Arénas. Le camp fut construit en 1945 près de Marseille par l'architecte Fernand Pouillon afin de réguler les mouvements de population d'après-guerre. Dans les années cinquante, il servit de camp de transit pour les Juifs des pays Arabes et les rescapés de la Shoah. Par la suite, on y logea les travailleurs immigrés venant du Maghreb ainsi que des groupes dits marginaux. Le camp fut détruit dans les années soixante. Ilana Salama Ortar a publié le livre Le Camp des Juifs en 2005, avec des textes de Yona Fischer, Zvi Efrat et Sophie Wahnich.
- Adamot-Land without Earth et Mémoire des Corps (1989-2010)Pierre de niveau: photo prise à la frontière entre Israël et le Sud Liban en 2000

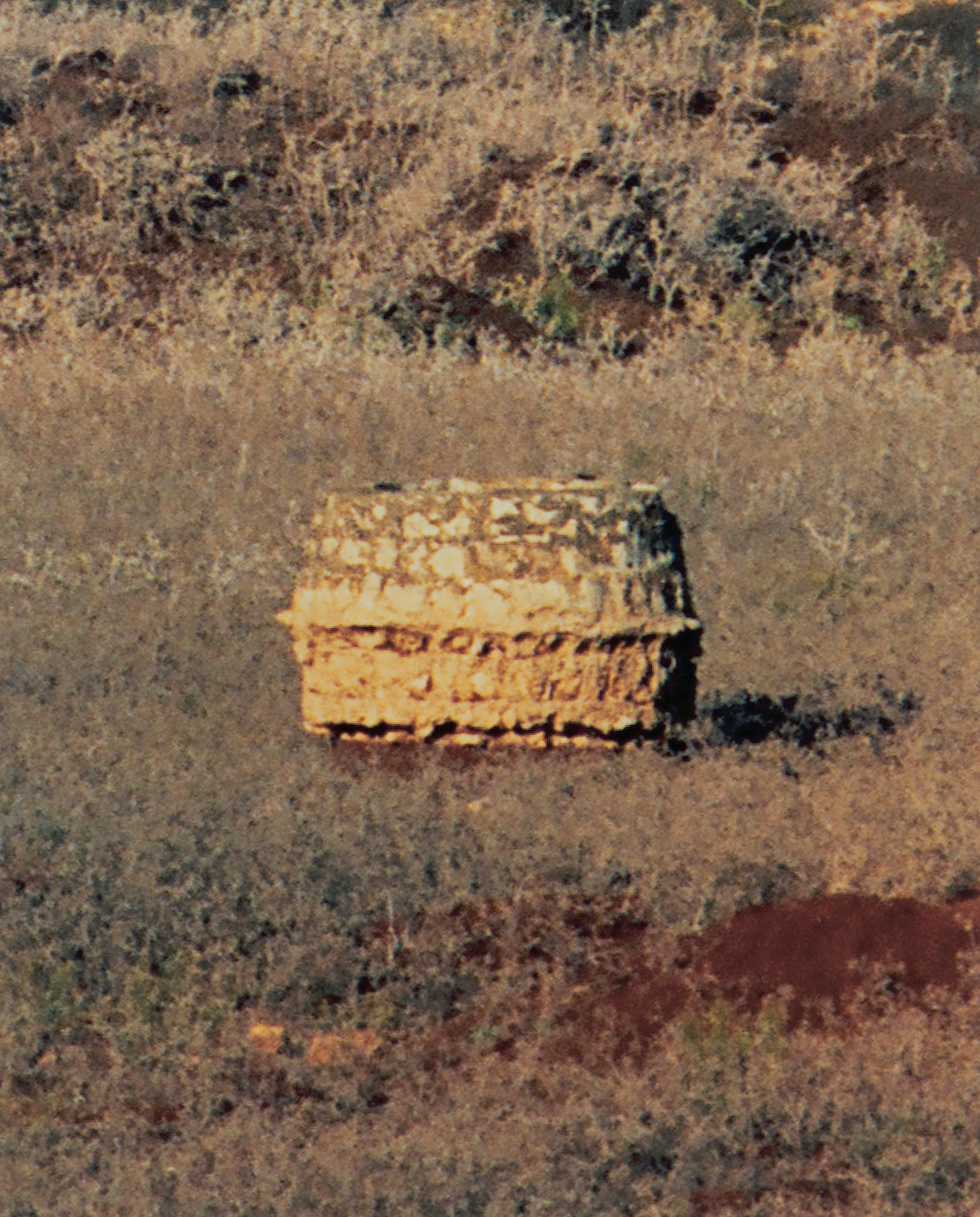
Pierre de niveau: photo prise à la frontière entre Israël et le Sud Liban en 2000

Le travail est une combinaison de deux projets traitant de la notion de vie nue (bare life), en référence à Giorgio Agamben, dans les zones frontalières entre Israël et le Liban d'une part, et Israël et la Syrie d'autre part. Land without Earth a pour sujet le transfert de terre arable d'une zone dans le Sud-Liban sous contrôle des Forces de défense israéliennes vers le nord d'Israël entre 1995 et 1998. Alors qu'elle réalise un film documentaire sur ce thème, Ilana Salama Ortar rencontre un jeune homme druze ayant perdu une moitié de son corps dans l'explosion d'une mine terrestre, alors qu'il avait quatorze ans. Le film Mémoire des Corps couvre deux périodes: la première est un voyage dans le passé de ce jeune homme au travers de flashbacks et souvenirs d'enfance; la seconde relate ses progrès au quotidien. Les deux zones frontalières décrites dans ces travaux ont été ou sont encore sous contrôle israélien et en situation de guerre. Elles connaissent de manière permanente un état d'urgence, ou état d'exception.

### Corps Etranger (2015-présent)
Corps Etranger est une étude multidisciplinaire des représentations de femmes migrantes âgées dans leur société d’accueil au travers du langage corporel et parlé. Le projet tente de rendre compte de différentes perspectives (entre autres culturelles, sociales, politiques, biologiques et cultuelles) sur le vieillissement des femmes migrantes. Il porte sur la notion de socialisation corporelle. Salama Ortar définit deux grands champs de questionnement. Le premier champ touche à la codification du corps. L'artiste se concentre sur les institutions où le corps se voit inscrit et traduit en de nouveaux termes, notamment administratifs, médicaux, juridiques. Le deuxième champ touche à la narration du corps par les femmes elles-mêmes, c'est-à-dire la manière dont elles le mettent en mot au croisement de leur culture d’origine et de la culture du pays d’accueil. Corps étranger est un projet in-progress et multimédia (photos, interviews, installations sonores, objets, dessins, documents d’archive). La première phase a été réalisée dans le cadre d’une résidence à IMéRA (Institut d'études avancées d'Aix-Marseille, Exploratoire Méditerranéen de l’Interdisciplinarité) à Marseille in 2015, sur la base d’une série d'ateliers organisés en partenariat avec l’association bénévole AMPIL (une association qui propose des services sociaux, de santé et d’intégration sociale à travers le logement pour la population âgée venant de pays du bassin méditerranéen).

## Film et vidéo
- Foreign Body: Ima. Oum. Mère, 7 min.
- Laissez-Passer, 2013, 3 min.
- Foreseer of the Past, 2012, 4 min.
- Territorial Intimacy, 2010, 15 min.
- Tel Aviv-Berlin, 2009, 5 min.
- The Quiet Beach, 2007, 3 min.
- Arrêt Barre Chicago, Lyon, 2003, 60 min.
- The Camp of the Jews (Testimonies), 2003, 27 min.
- L’Incurable mémoire des corps, 2000, 10 min.
- Adamot, 2000, 12 min.
- Body Memory, 1999, 17 min.
- Urban Traces: Villa Khury / The Prophets’ Tower, 1995, 17 min.

## Expositions
- Expositions collectives

Pareidolie, salon International du Dessin Contemporain, Château de Servières à Marseille (2016), FranceGalerie Art-Cade à Marseille (2011), Musée d'Oléron (2010), Biennale Internationale d'Urbanisme de Bat Yam (en) (2010), Musée d'Art de Tel Aviv (2009), Galerie Artneuland à Berlin (2009), Musée d'Art Contemporain de Petach-Tikvah (2007), Musée d'Art d'Ashdod (2006), Biennale d'Art Contemporain de Lyon (2003), Biennale d'Art Contemporain de Tirana (2003), A Space à Toronto (2003), CAC Vilnius (2003).
- Expositions personnelles

Musée d'art contemporain de Ashdod (2016), Musée d'art de Tel Aviv (2013-2014), Musée d'art contemporain de Marseille et le Festival des arts éphémères, Marseille Capitale culturelle européenne (MP13), 2013, École des Beaux Arts de Marseille, 2012, Galerie d'Architecture ZeZeZe a Tel Aviv (2008), École supérieure des Beaux Arts de Montpellier (2007), Maison des Artistes à Tel Aviv (2006), Musée d'Art Contemporain d'Herzliya (2005), CRAC (Centre Régional d'Art Contemporain) de Montbéliard (2003), Centre Culturel Juif-Arabe Beit HaGefen à Haïfa (2000), École Nationale des Beaux Arts de Lyon (2000), Cittadellarte (en)/Fondation Pistoletto à Biella (1999, 1998), MAC Marseille (2013, 1998-1999).

## Collections
Le travail d'Ilana Salama Ortar se trouve dans les collections publiques de (sélection) : Musée d'Israël à Jérusalem, Musée d'Art Moderne de Haïfa (en), Musée d'Art de Tel Aviv, Musée d'Art de Yad Vashem, Metropolitan Museum of Art à New York, Musée Guggenheim, Brooklyn Museum of Art, Philadelphia Museum of Art, Musée des beaux-arts de Houston, Stedelijk Museum à Amsterdam, le FNAC (Fonds National d'Art Contemporain) à Paris, le FRAC (Fonds Régional d'Art Contemporain) Poitou-Charentes et le FRAC-PACA (Provence-Alpes-Côte-d’Azur).